# The Whole Truth – Lügenspiel
The Whole Truth, in der deutschen Fassung mit dem Untertitel Lügenspiel, ist ein US-amerikanischer Spielfilm von 2016, inszeniert von Courtney Hunt. Hauptdarsteller in dem Gerichtsdrama sind Keanu Reeves und Renée Zellweger.

## Handlung
Der Rechtsanwalt Richard Ramsay verteidigt in einem Gerichtsprozess in Louisiana seinen Mandanten Mike Lassiter, der des Mordes an seinem Vater, Boone Lassiter, angeklagt ist. Richard ist ein guter Freund der Familie Lassiter. Die Ausübung seines Mandats wird ihm dadurch erschwert, dass Mike während des Prozesses nicht spricht, auch nicht mit Richard. Er engagiert als Assistentin die junge Juristin Janelle Brady. Während des Prozesses werden verschiedene Zeugen vernommen, darunter die Stewardess aus einem von Boone gecharterten Kleinflugzeug sowie eine Polizistin, ein Pathologe und ein Nachbar des Hauses der Lassiters. Dabei wird deutlich, dass Boone seine Ehefrau Loretta häufig geschlagen und vergewaltigt hat. Als sie eines Tages nach einer Dusche ihr Badezimmer verließ, habe sie Boone erstochen vorgefunden und daneben Mike, der ihr seine Schuld für den Mord gestanden habe. Vor allem deshalb steht für den Staatsanwalt Mikes Schuld fest. Nach der Zeugenaussage seiner Mutter äußert Mike die Absicht, selbst in den Zeugenstand zu treten, und zwar ohne zuvor mit Richard zu sprechen. Richard ist gezwungen zuzustimmen, da Mike ihm damit droht, ihm das Mandat zu entziehen. Im Zeugenstand sagt Mike dann aus, dass er seinen Vater getötet habe, nicht etwa um seine Mutter vor weiteren Prügeln zu schützen, sondern um sich selbst vor weiteren sexuellen Übergriffen durch seinen Vater zu schützen, die er vor allem im Kindesalter, aber auch am Tage von Boones Tod – nämlich im Flugzeug – erlebt habe. In einer weiteren Befragung der Stewardess stellt sich heraus, dass diese entgegen ihrer ersten Aussage Boone und Mike während des Fluges doch für eine Weile allein gelassen hat. Mikes Aussage, von seinem Vater sexuell missbraucht worden zu sein, wird dadurch untermauert. Während einer Pause glaubt Janelle in einem Gespräch mit Loretta zu erkennen, dass Mike in dem Prozess seine Mutter schützen wolle. Janelle konfrontiert Richard mit diesem Verdacht, woraufhin dieser erwidert, dass es seine Aufgabe sei, Mike vor einer Verurteilung zu bewahren und sich nicht tiefgründiger mit dem Fall zu beschäftigen. Kurz darauf wird Mike von der Jury vom Vorwurf des Mordes freigesprochen. Danach teilt er Richard in einem persönlichen Gespräch mit, dass er neben Boones Leiche Richards Armbanduhr hat liegen sehen, welche kurz darauf von Loretta entfernt wurde. Er habe seine Mutter schützen wollen und sei sich erst nun sicher geworden, dass Richard in den Mord involviert ist. Mikes Ansinnen, den Fall angesichts Richards Schuld neu aufzurollen, lehnt Richard ab, weil er damit seiner Glaubwürdigkeit zu sehr schaden würde. Danach wird in Rückblenden deutlich, dass Richard eine Affäre mit Loretta hatte, die Boone gegenüber Richard angedeutet hat. Daraufhin hat Richard Boone erstochen.

## Veröffentlichung
Der US-Kinostart erfolgte am 21. Oktober 2016. Schon in den vorherigen Monaten des Jahres war der Film in anderen Ländern erschienen. In Deutschland erschien er Direct-to-Video am 6. April 2017 auf DVD und Blu-ray. Später wurde er auch per Video-on-Demand veröffentlicht.

## Kritik
Der Filmdienst beurteilte den Film lobend als „Kammerspielartiges Gerichtsdrama, das dank überzeugender Figuren und eines fintenreich angelegten Drehbuchs spannend unterhält.“ Der Kritiker von Variety hingegen war nicht überzeugt von dem Film und kritisierte die Handlung als vorhersehbar, die beiden Hauptdarsteller hätten besseres verdient.